# Djigui Diarra
Djigui Diarra (Bamako, 27 febbraio 1995) è un calciatore maliano, portiere dello Young Africans e della nazionale maliana.

## Carriera

### Club
Ha sempre giocato nel campionato maliano.

### Nazionale
Nel 2015 ha partecipato ai Mondiali Under-20. Ha esordito in nazionale nel 2015, venendo poi convocato per la Coppa d'Africa nel 2017, nel 2019 e nel 2021.

## Palmarès

### Club

#### Competizioni nazionali
- Malien Première Division: 5

Stade Malien: 2011, 2013, 2014, 2015, 2016
- Coppa del Mali: 2

Stade Malien: 2013, 2015
- Campionato tanzaniano: 3

Young Africans: 2021-2022, 2022-2023, 2023-2024
- Coppa di Tanzania: 3

Young Africans: 2021-2022, 2022-2023, 2023-2024